# Anil Adhikari
Anil Adhikari, né en 1948 ou 1949 et mort le 31 octobre 2019, est un homme politique indien membre du parti All India Trinamool Congress. 

## Biographie
Anil Adhikari est élu membre de l'Assemblée législative Falakata au Bengale-Occidental en 2011 et 2016,.
Il est décédé d'un cancer le 31 octobre 2019 à l'âge de 70 ans,.